# Yrjö Sirola

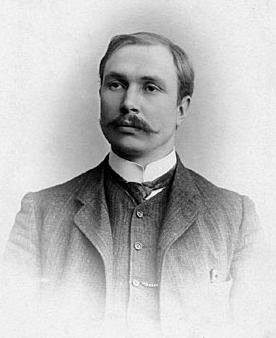
Yrjö Sirola en 1905.

Yrjö Elias Sirola (nacido Sirén) (8 de noviembre de 1876 - 18 de noviembre de 1936) fue un político socialista finlandés, profesor y periodista. Trabajó como funcionario elegido en Finlandia, como Ministro de Asuntos Exteriores del gobierno revolucionario finlandés de 1918 y fue fundador del Partido Comunista de Finlandia. También trabajo en el aparato burocrático de la Internacional Comunista.

## Biografía

### Primeros años

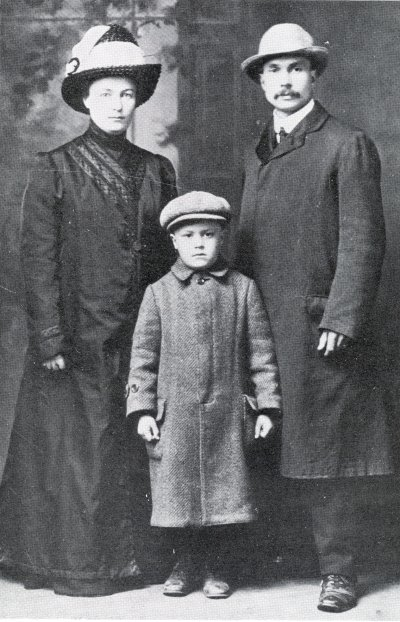
Sirola con su familia en Hancock (Míchigan), 1913.

Nacido el 8 de noviembre de 1876, era hijo de un sacerdote. Se graduó en la universidad en 1896 y empezó a trabajar como maestro de escuela en Finlandia. Se unió al Partido Socialdemócrata de Finlandia en 1903, haciendo de editor del Kansan Lehti ("Periódico del Pueblo") de 1904 a 1906 y del Työmies ("Obrero") de Helsinki desde 1906. En 1905, Sirola fue nombrado Secretario del Partido Socialdemócrata, un rol que le habilitó para tomar una parte activa en la huelga general de ese año. Sirola escribió varios libros sobre temas sociales y políticos y tradujo obras de August Strindberg y Karl Kautsky al idioma finés.
Sirola fue elegido miembro del parlamento por el SDP de 1907 a 1909. Se vio abocado al exilio por la represión del gobierno zarista, ya que en aquella época Finlandia estaba bajo soberanía del Imperio Ruso. Así pues, se exilió en los Estados Unidos, donde trabajó como profesor de ciencias sociales en el Colegio de la Clase Obrera de la Federación Finesa del Partido Socialista de América en Smithville.

### Sirola en la Revolución Finlandesa
La revolución de febrero de 1917 en Rusia devolvió a Sirola a su patria, donde de nuevo ejercería como diputado del Partido Socialdemócrata en 1917 y 1918. Fue el líder del ala radical izquierda del partido que apoyaba la revolución bolchevique en Rusia en octubre de 1917 y que intentaba emular los resultados de Lenin en Finlandia.
El 11 de noviembre de 1917, Sirola llegó a Petrogrado con su camarada Evert Huttunen, donde se encontraron con Lenin en el Instituto Smolni y hablaron con él de cómo los radicales en Finlandia podían ayudar a la revuelta bolchevique y sobre su futuro revolucionario en Finlandia. Lenin temía que las tropas leales al gobierno provisional de Aleksandr Kerenski serían empujadas desde Finlandia para aplastar la revuelta bolchevique. Urgió a los finlandeses para que organizaran una huelga general en un esfuerzo por emular a los bolcheviques en su toma del poder. Sirola y Huttunen se llevaron la impresión contraria de este encuentro con Lenin de lo que éste había pretendido, creyendo que la toma de los bolcheviques era muy débil y que sería peligroso para el SDP finlandés el construir sus planes alrededor de la supervivencia del gobierno bolchevique. Esta cauta perspectiva de la situación era compartida por el grupo parlamentario del SPD, pero los radicales del partido llevaron adelante la revolución, convocando una huelga general para el 14 de noviembre. Sirola fue uno de los tres líderes del SDP que ejercían control general sobre los preparativos de la huelga.
Como ha opinado un historiador:

"Las instrucciones para la acometida de la huelga requería que en cada comunidad se creara un consejo revolucionario con plena autoridad sobre todas las organizaciones de trabajadores, sobre todo, la Guardia Roja, que debía de ser el brazo ejecutor del poder de los trabajadores. La Guardia Roja trabajaría con la milicia para mantener el orden, montar guardias y patrullas, arrestar a enemigos peligrosos de los trabajadores, confiscar las existencias de licor, y detener la difusión de rumores. La instrucción finalizaba con la afirmación estándar de que 'durante la huelga general, el orden y la disciplina deben de ser preservados, sin reproches. Se debe recordar que la revolución no es lo mismo que el ultraje y la anarquía.'"

Cada comunidad experimentó la huelga general que lanzó la Revolución Finlandesa de una manera diferente, desde la completa inacción a los Guardias Rojos cerrando las puertas de los burgueses obstinados que desafiaban la huelga. El éxito de la acción generó presión sobre la clase trabajadora como para atreverse a tomar totalmente el poder emulando la toma bolchevique una semana antes. Sirola todavía sostenía que la toma armada del poder era prematura. Argumentó en un encuentro del Consejo Revolucionario del SPD convocado a primera hora del 16 de noviembre que "la posición en Rusia y la posibilidad de un eventual ataque alemán" era decisiva y que la acción prudente era presionar al parlamento para que hiciera concesiones, garantizando acciones sobre la comida y garantizando el regreso de sus salarios a aquellos que participaron en la huelga general. Los delegados parlamentarios que tomaron una posición cauta fueron una minoría, por lo que a las 5 de la mañana el Consejo votó 14-11 a favor de tomar el poder. El Consejo Revolucionario fue reorganizado, con Sirola y el grupo parlamentario (la minoría) negándose a tomar parte. Dos horas después los nervios de la mayoría fallaron, y el reorganizado Consejo Revolucionario desestimó la insurrección armada, en favor de la presión agresiva por concesiones de los partidos burgueses.
Como Anthony Upton afirma:

"En efecto, Sirola había ganado y emergido como la figura líder de la mañana del 16 de noviembre; su política, la de ir incrementando la presión hasta tener un gobierno que satisficiera las demandas básicas sobre la comida y que garantizara la inmunidad de represalia. Sobre esta sugerencia, decidieron tomar los ferrocarriles, cerraron los tribunales, y obligaron a todas las agencias del gobierno local y central a cesar su actividad... hubo también un intento de satisfacer la rebeldía de la Guardia Roja asignándole una nueva función: se debían iniciar pesquisas sistemáticas de existencias escondidas de comida, si es posible con la autorización de los Gabinetes de Alimentación, aunque si es necesario se haría sin ella..."

Sobre su propia autoridad la Guardia Roja comenzó a arrestar y encarcelar a notables burgueses, de modo que la carrera por la revolución se inclinó hacia delante. El 18 de noviembre, un grupo de trabajadores ferroviarios enfadados fueron a ver a los líderes del SDP, diciéndole a la cara al líder del partido, Kullervo Manner: "has traicionado a los trabajadores, la huelga debe continuar hasta que se establezca un gobierno socialista." El Comité de Huelga se reunió esa noche y declaró a favor de un gobierno socialista y que la Guardia Roja debía estar armada hasta que esto fuera conseguido y "todo el poder esté en manos de los trabajadores". El gobierno conservador encabezado por Pehr Evind Svinhufvud se negó a otorgar concesiones a la oposición socialista, rechazándose en la votaciones las propuestas para bajar la edad de voto y la garantía de votos para los campesinos terratenientes. Svinhugvud creó un nuevo gabinete, en el que no había ni un socialista, un organismo confirmado en el parlamento el 24 de noviembre por una votación de 100 contra 80. Las maniobras parlamentarias fueron correspondidas por acciones armadas espontáneas de la Guardia Roja en varias localidades en los que murieron unas 34 personas, la mayoría víctimas de la violencia de la Guardia Roja. Esta hostilidad creciente creó una barrera impenetrable entre los dos bandos. Al intentar la mayoría conservadora del parlamento desarmar a la Guardia Roja y establecer una monarquía, el país se encaminó hacia la guerra civil.

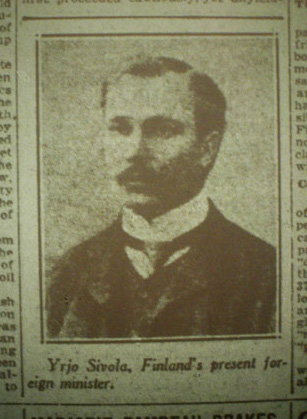
Sirola en 1918.

El 19 de enero de 1918, se desencadenó una batalla entre las Guardias Rojas y el Cuerpo de Protección conservador de Viipuri, en la que intervinieron tropas rusas para auxiliar a los primeros. La lucha pronto se amplió con la captura de la Guardia Roja de Helsinki en la noche del 27/28 de enero. Las fuerzas del movimiento Blanco encabezadas por Carl Gustaf Emil Mannerheim controlaban los cinco sextas partes septentrionales de Finlandia, mientras que los rojos controlaban el sur, que contenía aproximadamente la mitad de la población del país e incluía las ciudades de Pori, Turku, Tampere, Riihimäki, Helsinki, Kotka y Viipuri. Se declaró una guerra civil, en la que Sirola sirvió como Comisario de Asuntos Exteriores.
La guerra civil fue asunto de un bando, ya que los mejores oficiales y suministros de las fuerzas blancos de Mannerheim ganaban de forma aplastante. En primavera de 1918, cuando claramente el gobierno comunista estaba en camino de la derrota militar a manos de los blancos, Sirola coordinó la evacuación de los líderes del gobierno revolucionario. El 7 de abril se celebró una reunión de socialistas finlandeses en Petrograd, en la que se discutieron varios planes de asentamiento, y se creó un despacho en Petrograd para ocuparse de los refugiados que comenzaron a llegar tres días después. La evacuación se hizo un asunto oficial el 14 de abril de 1918. El historiador Anthony Upton destaca que

"Las opciones que tenían delante los líderes socialistas eran la rendición incondicional, una gloriosa lucha hasta el final en Finlandia con un casi cierto final cercano al martirio o una prudente retirada en vistas de un regreso futuro. No era difícil elegir, pero no quiere decir, como sus detractores siempre les han reclamado, que fueran hombres débiles y cobardes que traicionaron a sus fervientes pero engañados seguidores. Eran marxistas, y podían ver su derrota como sólo un episodio de la guerra de clases, que siempre continuaba, y su deber no era conseguir indulgencia con gloriosos gestos de desafío sino perseverar en la lucha."

La República Socialista Finlandesa terminó el 15 de mayo de 1918.

### Sirola en la Unión Soviética
Sirola se involucró en establecer el Partido Comunista de Finlandia a finales de agosto de 1918 en Moscú. El Comité Central gobernante de esta organización se estableció en Petrogrado, donde fue lanzado un periódico diario y revistas en finés y sueco y se imprimieron unos cuarenta panfletos durante su primer año. Se establecieron organizaciones clandestinas de este nuevo partido en Finlandia, por las que se distribuyeron literatura y propaganda.
En enero de 1919, fue el firmante por parte del Partido Comunista de Finlandia en la Internacional Comunista y en marzo de ese año fue delegado en la convención fundacional. En esta convención, Sirola entregó el informe sobre la revolución finlandesa:

"Aunque no estaban preparados adecuadamente ni en lo político ni en lo militar para una lucha así, los trabajadores aguantaron el frente durante tres meses, mientras en el mismo tiempo se estaba acometiendo una gran reforma para organizar la vida social y económica.

"Esta primera revolución del proletariado finlandés fue derrotada. La voluntad de sacrificio y el coraje de los camaradas, hombres y mujeres, que lucharon en la Guardia Roja, y la inestimable ayuda prestada por nuestros camaradas rusos no fueron suficiente para repeler el impacto de las bandas internacionales de Guardias Blancos lideradas por oficiales finlandeses, suecos, alemanes y rusos. A finales de abril, el imperialismo alemán desequilibró la balanza enviando tropas regulares a la lucha. Los Guardias Blancos fueron entonces capaces de bloquear el plan de evacuar las mejores fuerzas supervivientes de la revolución a Rusia."

En el despertar de la revuelta finlandesa y su sangriento final, en el que unos 11.000 prisioneros de los victoriosos blancos murieron de hambre, enfermedad o ejecutados, Sirola enmarcó su revuelta con métodos revolucionarios como opuesta al parlamentarismo:

"Durante mucho tiempo, nosotros... estábamos imbuidos con la ideología de un movimiento de trabajadores unidos. Sólo tras la revolución la separación se hizo inevitable. Había una aguda polarización. La dictadura de la burguesía en Finlandia le dio al ala derecha extrema del viejo Partido Socialdemócrata 'libertad' de organización y de prensa con el expreso propósito de apaciguar a los trabajadores. Estos traidores hicieron lo que pudieron para derrotar la revolución que el proletariado finlandés había realizado el año previo y para difundir la idea de un movimiento pacífico de trabajadores que trabajaría a través del parlamento, los sindicatos y las cooperativas... Pero las admoniciones de estos lacayos burgueses son ajenas a las masas, que están atormentadas por la prisión, el hambre y la pobreza. Los recuerdos de los trabajadores del Terror Blanco están todavía frescos, y pueden ver el ejemplo vivo de la dictadura del proletariado en Rusia."

Sirola también representó al partido finlandés en las reuniones del Comité Ejecutivo de la Internacional Comunista (CEIC). Mientras que no fue delegado en el 2º Congreso Mundial del Comintern de 1920, si lo fue en el 3º de 1921 y en junio participó en el 2º Pleno Ampliado del CEIC. Fue Comisario del Pueblo de Educación en la República Socialista Autónoma Soviética de Carelia, cercana a la frontera finlandesa.
Sirola fue representante de la Internacional Comunista en el Partido Comunista de los Estados Unidos desde 1925 a 1927, reemplazando a Sergéi Gusev. Mientras estuvo en América, Sirola usó el pseudónimo "Frank Miller."
En 1930 Sirola abandonó su posición como funcionario del Komintern para volver a convertirse en Comisario del Pueblo para la Educación en la República Socialista Autónoma de Carelia. Sirola también dio clases periódicamente en Leningrado en la Universidad Comunista de Minorías Nacionales del Oeste en el departamento de finlandeses y estonios y en la Escuela Internacional Lenin en Moscú.

### Muerte y legado
Yrjö Sirola murió en Moscú de un accidente cerebrovascular el 18 de noviembre de 1936.
Tras el fin de la guerra hasta finales de la década de 1980 existía una institución del Partido Comunista de Finlandia llamada Institución Sirola, en la ciudad Vanajanlinna.